# Седемте смъртоносни чудеса
„Седемте смъртоносни чудеса“ е роман на австралийския писател Матю Райли. Той е първият от поредицата за Джак Уест-младши. Продължението му се нарича „Шестте свещени камъка“, а през 2009 г. се появява и третата част – „Петимата велики воини“.